# 月の光に

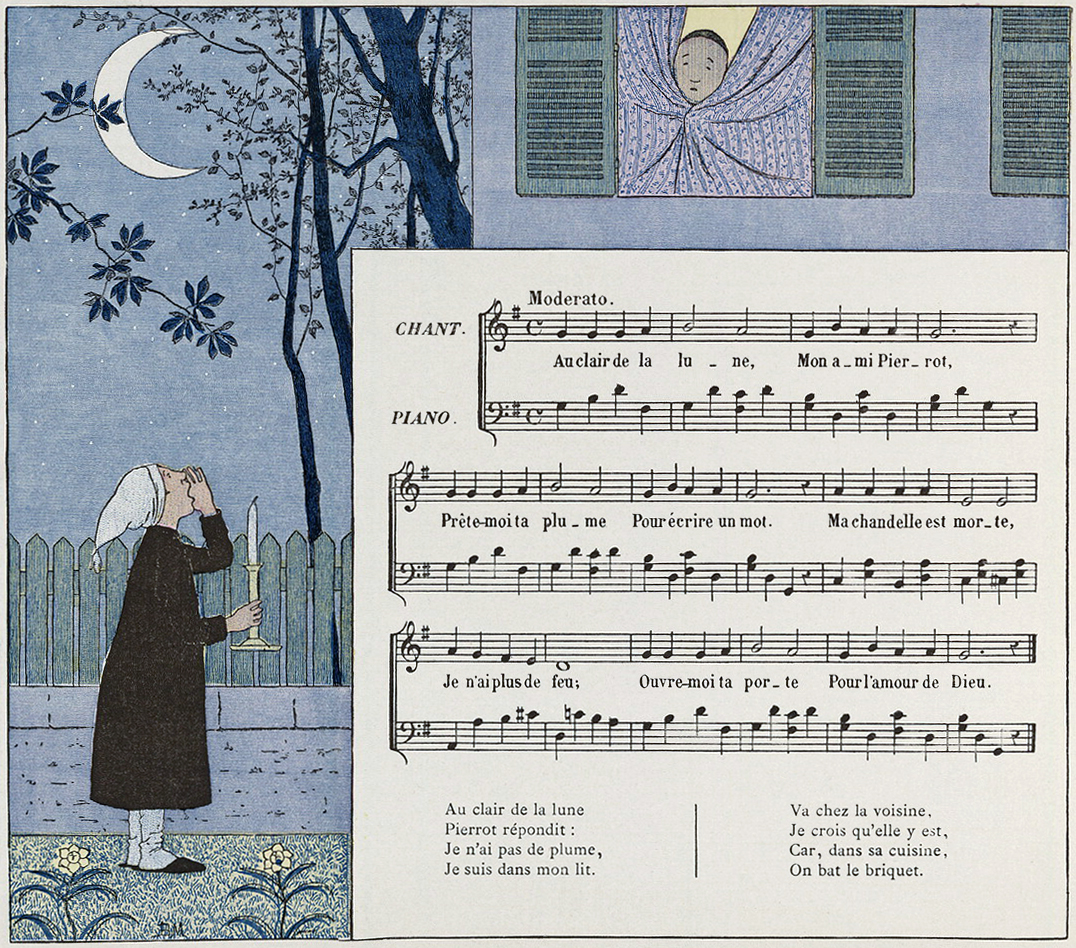
"Au Clair de la Lune" 絵本より c. 1910–1919.

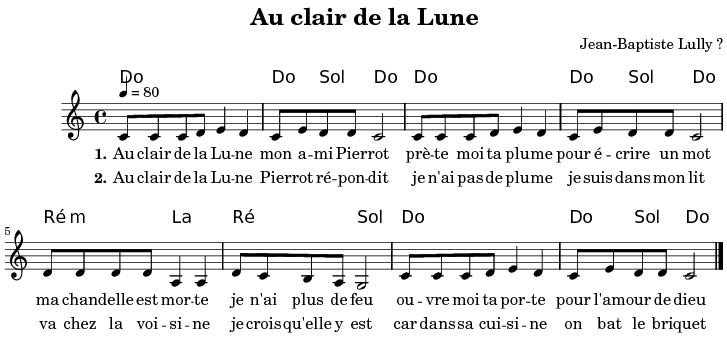

『月の光に』 (Au Clair de la Luneフランス語発音: [o klɛʁ də la lyn(ə)]) は、18世紀のフランス民謡である。
作曲者は不明だが、リュリが原型を作ったとされることもある。
シンプルなメロディ( Play)で、グロッケンシュピール等の器楽演奏の、初心者向け練習曲によく採用される。

## 歌詞
この歌は現在子守唄に分類されるが、全体を通してダブル・ミーニングとなっており、その意味は最後になって明らかにされる。
| Au clair de la lune, Mon ami Pierrot, Prête-moi ta plume Pour écrire un mot. Ma chandelle est morte, Je n'ai plus de feu ; Ouvre-moi ta porte, Pour l'amour de Dieu. Au clair de la lune, Pierrot répondit : « Je n'ai pas de plume, Je suis dans mon lit. Va chez la voisine, Je crois qu'elle y est, Car dans sa cuisine On bat le briquet. » Au clair de la lune, L'aimable Lubin Frappe chez la brune, Elle répond soudain : –Qui frappe de la sorte ? Il dit à son tour : –Ouvrez votre porte, Pour le Dieu d'Amour！ Au clair de la lune, On n'y voit qu'un peu. On chercha la plume, On chercha le feu. En cherchant d'la sorte, Je n'sais c'qu'on trouva ; Mais je sais qu'la porte Sur eux se ferma. | 月の光に、 わが友ピエロ、 君のペンを貸しておくれ、 一言書きとめるために。 私のろうそくは消えている、 私にはもう火がない。 扉を開けておくれ、 どうか後生だから。 月の光に、 ピエロは答えた。 「私はペンを持っていない、 私はベッドの中にいる。 隣の家へ行きたまえ、 彼女がそこにいるに違いない、 なぜなら台所で 誰かが火打石を打っているから」 月の光に、 優しいリュバンは 栗色の髪をした女性の家（の戸）を叩く。 彼女はすぐに応じる。 「そんな風に戸を叩くのはどなた？」 そこで彼はこう告げる。 「扉を開けて下さい、 どうか後生ですから！」 月の光に、 二人はほんのわずかしか見えない。 二人はペンを探した、 二人は火を探した。 そんな風にいろいろ探して、 何を見つけたのやら私は知らぬ。 でも私は知っている、扉は 彼らの方に向けて閉まったのだから。 |

## クラシック音楽
19世紀フランスの作曲家サン＝サーンスは、組曲「動物の謝肉祭」の第12曲「化石」で曲の冒頭を引用しているほか、同じくフランスの作曲家であるクロード・ドビュッシーは、「前奏曲集 第2巻」の第7曲「月の光が降り注ぐテラス」でこの曲を引用している。

## 1860年の録音
2008年、エドワール＝レオン・スコット・ド・マルタンヴィル(en)が1860年4月9日に録音した「月の光に」のフォノトグラフ紙の記録を、アメリカの研究者が、デジタル方式で音声に変換した。
この単一な線で示された歌の一部分は、人間の声の録音としても音楽の録音としても、最も古いものであると大きく報告された。
それらの研究者によれば、フォノトグラフにはこの歌の2番の初め、Au clair de la lune, Pierrot répondit...の部分が記録されているという。
また冒頭の部分 Au clair de la lune, mon ami Pierrot...も含まれるという。